# Budgetinstrumentet för konvergens och konkurrenskraft
Budgetinstrumentet för konvergens och konkurrenskraft (engelska: Budgetary Instrument for Convergence and Competitiveness, BICC) var ett föreslaget budgetverktyg inom euroområdet som var tänkt att finansiera gemensamma strukturreformer och offentliga investeringar. Det var tänkt att vara ett första steg mot att inrätta en gemensam eurobudget för euroområdet. BICC var tänkt att tas i bruk i samband med fleråriga budgetramen 2021–2027. Instrumentet skulle vara en del av Europeiska unionens budget, men endast omfatta euroområdet samt de medlemsstater som deltar i Europeiska växelkursmekanismen och som ville delta på frivillig basis.
Enligt kommissionens ursprungliga förslag till nästa långtidsbudget föreslogs BICC omfatta 25 miljarder euro.
Förslaget att inrätta BICC drogs tillbaka av kommissionen under andra halvan av 2020 med hänsyn till det nya förslaget till återhämtningsinstrument efter coronapandemin.